# Гоголишвили, Автандил Важаевич
Автандил Важаевич Гоголишвили (груз. ავთანდილ გოგოლიშვილი; 26 июля 1964, Ланчхути, Грузинская ССР, СССР) — советский и грузинский борец вольного стиля, чемпион СССР, участник Олимпийских игр 1996 года в Атланте.

## Биография
В августе 1986 года в Минске одержал победу на Спартакиаде народов СССР, в финале одолел Алибека Зубаирова. В июне 1989 года в Махачкале стал серебряным призёром чемпионата СССР, уступив в финале Эльмади Жабраилову. В финале следующего чемпионата Советского Союза в Улан-Удэ взял реванш над Жабраиловым. В сентябре 1990 года на чемпионате мира в Токио в схватке за бронзовую медаль уступил Пунцагийну Сухбату. В июле 1996 года на Олимпийских играх в Атланте на стадии 1/16 финала уступил иранцу Амиру Резе Хадему, в первой утешительной схватке одолел сенегальца Алиуна Диуфа, затем одолел болгарина Пламена Пенева и проиграл Магомеду Ибрагимову из Македонии, в итоге занял 10 место.

## Спортивные результаты
- Спартакиада 1986 — ;
- Чемпионат СССР по вольной борьбе 1989 — ;
- Чемпионат СССР по вольной борьбе 1990 — ;
- Чемпионат мира по борьбе 1990 — 4;
- Чемпионат Европы по борьбе 1996 — 7;
- Олимпийские игры 1996 — 10;